# Abisko

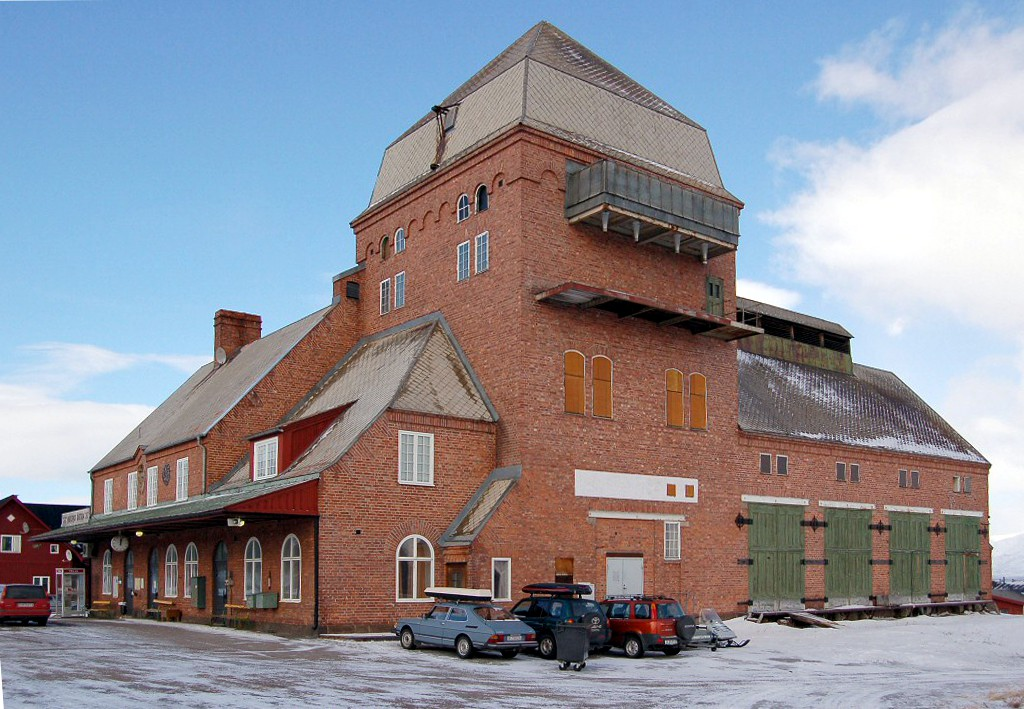
Estació de tren d'Abisko

Abisko (o Ábeskovvu en sami del nord) és un poble del nord de Suècia, a la Lapònia sueca, a 4 quilòmetres del Parc Nacional d'Abisko. El 2020 tenia 142 habitants.